# Drecera de teclat

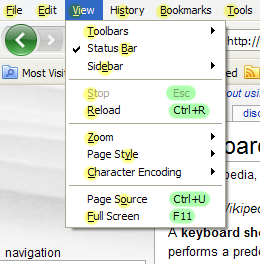
El menú de Firefox amb les dreceres ressaltades en verd i els mnemònics ressaltats en groc.

Una drecera de teclat és una tecla o seqüència de tecles que efectua una acció definida prèviament (bé per l'usuari, bé pel programador de l'aplicació). Aquestes accions es poden realitzar habitualment d'una altra manera més complexa, bé navegant pels menús, bé teclejant una instrucció més extensa, o bé utilitzant el ratolí. En reduir aquests passos en combinacions de tecles, s'aconsegueix que l'usuari redueixi temps i optimitzi la usabilitat dels fòrums, d'aquí el seu nom drecera de teclat.